# Víctor Aparicio
Víctor Aparicio, vollständiger Name Víctor Emiliano Aparicio Gutiérrez, (* 16. Oktober 1995 in Montevideo) ist ein uruguayischer Fußballspieler.

## Karriere

### Verein
Der 1,82 Meter große Mittelfeldakteur Aparicio wechselte Ende Januar 2015 innerhalb der Segunda División von Liverpool Montevideo auf Leihbasis zum Club Sportivo Cerrito. Dort bestritt er am 23. Mai 2015 bei der 0:2-Auswärtsniederlage gegen den Cerro Largo FC sein einziges Zweitligaspiel für den Klub, als er von Trainer Nestor Saavedra in die Startelf beordert wurde. Anfang Juli 2015 kehrte er zum soeben in die Primera División aufgestiegenen Liverpool Montevideo zurück. In der Saison 2015/16 bestritt er zwei Erstligabegegnungen (kein Tor) und wurde letztmals am 29. November 2015 in der höchsten uruguayischen Spielklasse eingesetzt.

### Nationalmannschaft
Aparicio nahm im März 2014 am Lehrgang der uruguayischen U-20-Nationalmannschaft teil. Sein Debüt in der U-20 feierte er spätestens am 17. April 2014 unter Trainer Fabián Coito mit einem Startelfeinsatz beim 1:1-Unentschieden im Freundschaftsländerspiel gegen die chilenische Auswahl. Des Weiteren kam er bislang beim Länderspiel am 10. Juni 2014 gegen Paraguay zum Einsatz.